# Oospila includaria
Oospila includaria är en fjärilsart som beskrevs av Herrich-Schäffer 1855. Oospila includaria ingår i släktet Oospila och familjen mätare. Inga underarter finns listade i Catalogue of Life.